# Lewis Richardson
Lewis Richardson (født 1997) er en britisk bokser.
Han repræsenterede Storbritannien ved sommer-OL 2024 i Paris, hvor han vandt bronze i weltervægt.